# 內斯塔·卡特
內斯塔·卡特（英語：Nesta Carter，1985年10月11日—）牙买加短跑运动员，擅长于100米。他曾是牙买加4×100米接力队的成员之一，在2008年北京奥运会上以打破世界纪录的成绩获得金牌（2017年被取消），该队也获得了2011年世界田径锦标赛和2012年伦敦奥运会的金牌。2013年8月11日，卡特在2013年世界田径锦标赛上获得100米赛跑的铜牌。
2016年，国际奥林匹克委员会在重驗2008年北京奧運會參賽運動員藥檢樣本後，發現卡特的樣本含有被禁用的甲基己胺。2017年1月，國際奧委會宣佈取消牙買加隊在2008年北京奧運會男子4×100米接力比賽取得的成績和金牌。

## 統計
| 成績                    | 風速（m/s） | 反應時間 | 時間          | 地點                   |
| ----------------------- | ----------- | -------- | ------------- | ---------------------- |
| 9.78秒                  | +0.9        | 0.164秒  | 2010年8月29日 | 義大利列提             |
| 9.85秒                  | +0.1        | 0.167秒  | 2010年8月27日 | 比利时布魯塞爾         |
| 9.86秒                  | +1.0        |          | 2010年8月8日  | 瑞士琉森               |
| 9.87秒                  | +1.8        | 0.234秒  | 2013年7月13日 | 西班牙馬德里           |
| 9.89秒                  | +1.3        | 0.160秒  | 2011年9月16日 | 比利时布魯塞爾         |
| 9.90秒                  | +1.0        | 0.170秒  | 2011年7月22日 | 摩納哥丰维耶           |
| 9.91秒                  | +2.0        | 0.182秒  | 2009年9月20日 | 中国上海市徐匯區       |
| 9.92秒                  | +1.3        | 0.164秒  | 2011年6月4日  | 美国俄勒岡州雷恩郡尤金 |
| 9.93秒                  | +0.4        | 0.158秒  | 2011年7月10日 | 英国英格蘭伯明罕       |
| 9.94秒                  | +0.6        | 0.179秒  | 2013年9月6日  | 比利时布魯塞爾         |
| 平均約9.8847942128931秒 |             |          |               |                        |

## 外部連結
- 內斯塔·卡特在国际奥林匹克委员会的资料
- 內斯塔·卡特在的頁面
- 內斯塔·卡特的Facebook專頁
- 內斯塔·卡特的Instagram帳戶